# Mexquitic de Carmona
Mexquitic de Carmona é um município do estado de San Luis Potosí, no México.